# アーサーズ・パス国立公園
アーサーズ・パス国立公園（Arthur’s Pass National Park）は、ニュージーランド・南島で、カンタベリー地方とウェスト・コースト地方にまたがる国立公園である。

## 概要
南島の中央部に位置する。ニュージーランド全体では4番目、南島では最初に設立された。公園の名前は、1865年に、南島を東西に隔てるサザンアルプス山脈において、クライストチャーチとホキティカを結ぶ251キロメートルの道路の開拓、建設で活躍したアーサー・ダッドレー・ドブソンにちなむ。
国立公園は、ドブソンが開拓し、現在では、国道73号線と呼ばれる道路に沿うような形で設けられている。アーサーズ・パスは、国道73号線上にあり、国立公園の情報の拠点となっている。
国立公園内の最高峰は、マーチソン山で、標高2,400メートルである。アーサーズ・パスの街並みから西のほうにそびえる山は、第2の山であるロールストン山（標高2,271メートル）である。

## 歴史
カンタベリー地方にヨーロッパ人が居住を開始する以前から、先住民に当たるマオリは、現在の国道73号線に当たるルートを利用してきた。マオリは、このルートを用いて、翡翠をウェスト・コースト地方からカンタベリー地方に運んでいた。いわゆる「翡翠の道」である。
ヨーロッパ人が、南島の中心であるカンタベリー地方からウェスト・コースト地方へ関心を高めたのは、ウェスト・コースト地方で金が発見されたことに他ならない。そういった社会情勢の中で、アーサー・ダッドレー・ドブソンがウェスト・コースト地方を探検し、道路の建設が開始されていった。ドブソンが建設を指揮したこの道路は、1年未満で建設が完了した。もっとも、このルートは、天候の急変や落石などで危険性が高いことから、1907年から建設が開始され、1923年には、オティラ～アーサーズ・パス間の8.5キロメートルには、鉄道トンネルであるオティラ・トンネルが開通した。また、道路の改良として、1998年から2年がかりで、オティラ・ヴィアダクトと呼ばれるバイパスが建設されたため、危険区間は、現在では閉鎖されている。

## 生態系

### 植物相
アーサーズ・パス国立公園の植生は、サザンアルプス山脈の東麓と西麓では、はっきりと異なる。東麓の植生の中心は、ブナである一方、西麓の中心は、マキやフトモモ科のメトロシデロス・ウンベラータである。西麓の森林には、樹木の下には、灌木やシダ植物、コケ植物がともに生い茂っている。森林限界を越えると、草むらになる。

### 動物相
アーサーズ・パス国立公園では、ミヤマオウム（マオリ語でKea）の生息地である。また、絶滅危惧種のオオマダラキーウィも、公園内では一般的に見られるニュージーランドミツスイやニュージーランドオウギビタキ、イワサザイ、ニュージーランドハヤブサ、ハシマガリチドリ、ニュージーランドアオバズク、ニュージーランドバト、カンムリカイツブリ、カカ、キイロモフアムシクイ、キガシラアオハシインコ、マレルブアオハシインコ、ニュージーランドクイナ、エリマキミツスイ、クロアカツクシガモ、ヒジリショウビン、ヨコジマテリカッコウ、キジカッコウ、ニュージーランドムシクイ、ニュージーランドヒタキ、ニュージーランドコマヒタキ、ミドリイワサザイ、ハイムネメジロ、チャオビチドリ、カナダガン、ミナミオオセグロカモメ、ミナミミヤコドリ、クロビタイアジサシとともに生息が確認されている。アオヤマガモも生息すると見られるが、目撃情報は非常に少ない。

## アクティビティ
トレッキング（ニュージーランド英語でトランピング）をアーサーズ・パス国立公園でも楽しむことができる。ニュージーランド国内に9ヶ所あるニュージーランド・グレート・ウォークスこそ無いものの、行程1時間半のアーサーズ・パス・ショート・ウォーキング・トラックス（Arthur’s Pass short waiking tracks）、行程半日のアーサーズ・パス・ハーフデイ・ウォークス（Arthur’s Pass  half-day walks）、行程1日のアーサーズ・パス・デイ・ウォークス（Arthur’s Pass day walks）がある。
それ以外のアクティビティは、登山、マウンテンバイクを楽しむことができる。また、免許制であるが、国立公園内には、狩猟できる場所が東西にあり、そこでは、鹿、豚、シャモアを狩猟することができる。